# ذهیروک

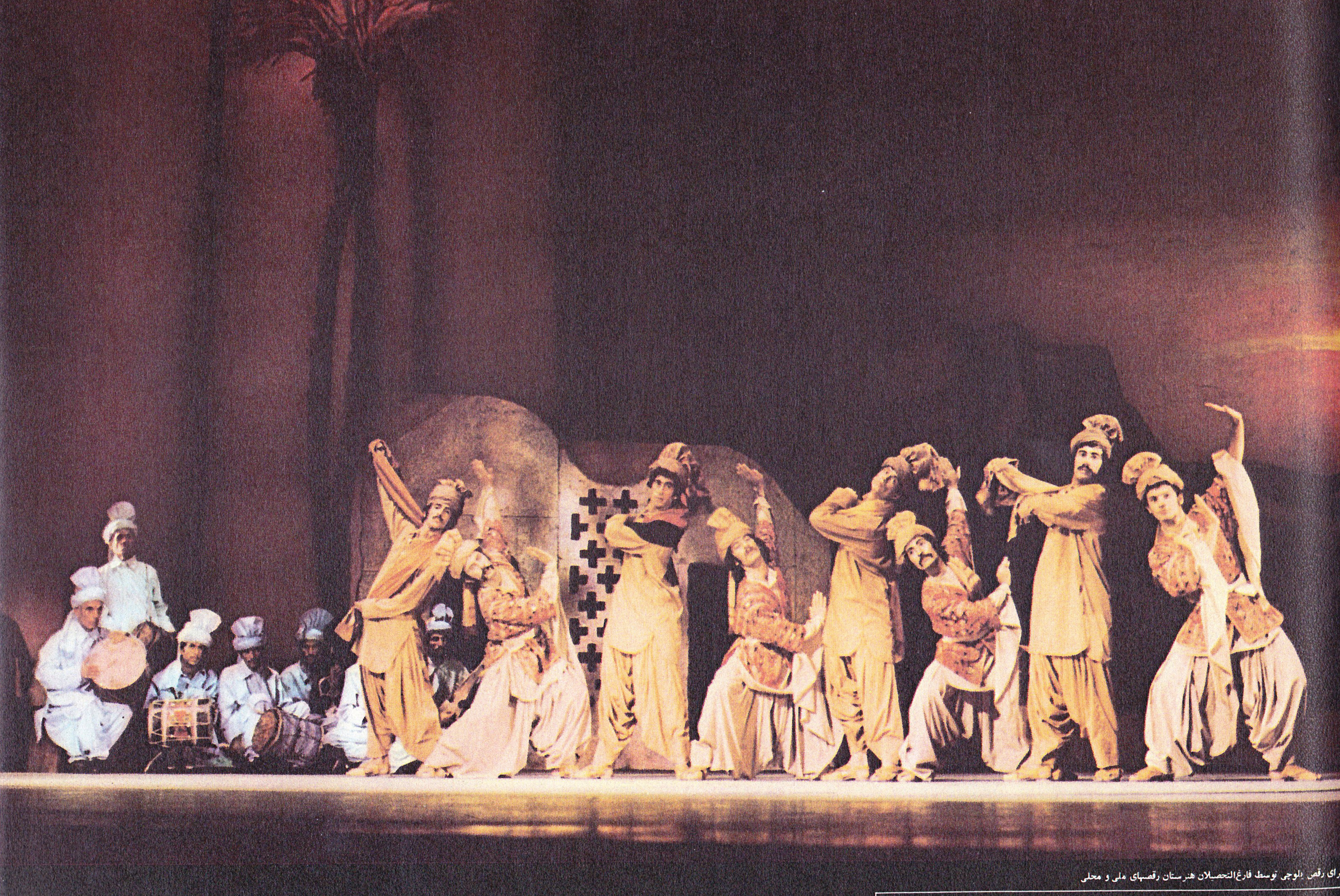
اجرای رقص و آوای بلوچی، سال ۱۳۵۴

زهیروک (بلوچی: زهیروک)یکی از فرم‌های موسیقی  بلوچستان است. زهیروک مانند لیکو شکل دهنده بسیاری از نمونه‌ها و فرم‌های موسیقی مکران و نیز موسیقی غم و هجران است.زهیروک، موسیقی اصلی مکران (Mokarran) است . زهیروک و لیکو شناسنامه فرهنگی قوم بلوچ است.
زهیروک در آغاز تنها توسط دو گروه از زنان خوانده می شد که در حین کار روزانه به رد و بدل ملودی می پرداختند.
برخی از بلوچ ها اغلب بر این باورند که زهیروک اساس تمام موسیقی بلوچی و جوهره ملودی های مورد استفاده در آواز روایی بلوچی است.
از مهم ترین و شناخته شده ترین ژانرهای آواز بلوچی است كه اغلب خود بلوچ ها آن را "موسیقی كلاسیك بلوچی" می نامند.

## واژه‌شناسی
اصطلاح "زهیروک" به سوختن از حسرت اشاره دارد كه به معنای "آواز غم انگیز یا آواز جدایی" ترجمه می شود. این در مورد از دست دادن یا غیبت (مخصوصاً عزیزان ) و یک اصطلاح کلی برای چندین نوع ملودی است که در اجرای آهنگ روایی استفاده می شود.

## وجه مشخصه
یک زهیروک همیشه با cihal شروع می شود که با تعداد کمی سطر دنبال می شود که برخی از آنها معمولاً تکرار می شوند.
زهیروک توسط خوانندگان مرد و ابزارآلات دونلی، سرووز و قیچک اجرا می شود.

## سبک‌های زهیروک
زهیروک جبل: سبکی از زهیروک است که در نواحی کوهستانی بلوچستان اجرا می‌شود.